# Jacques Schneider

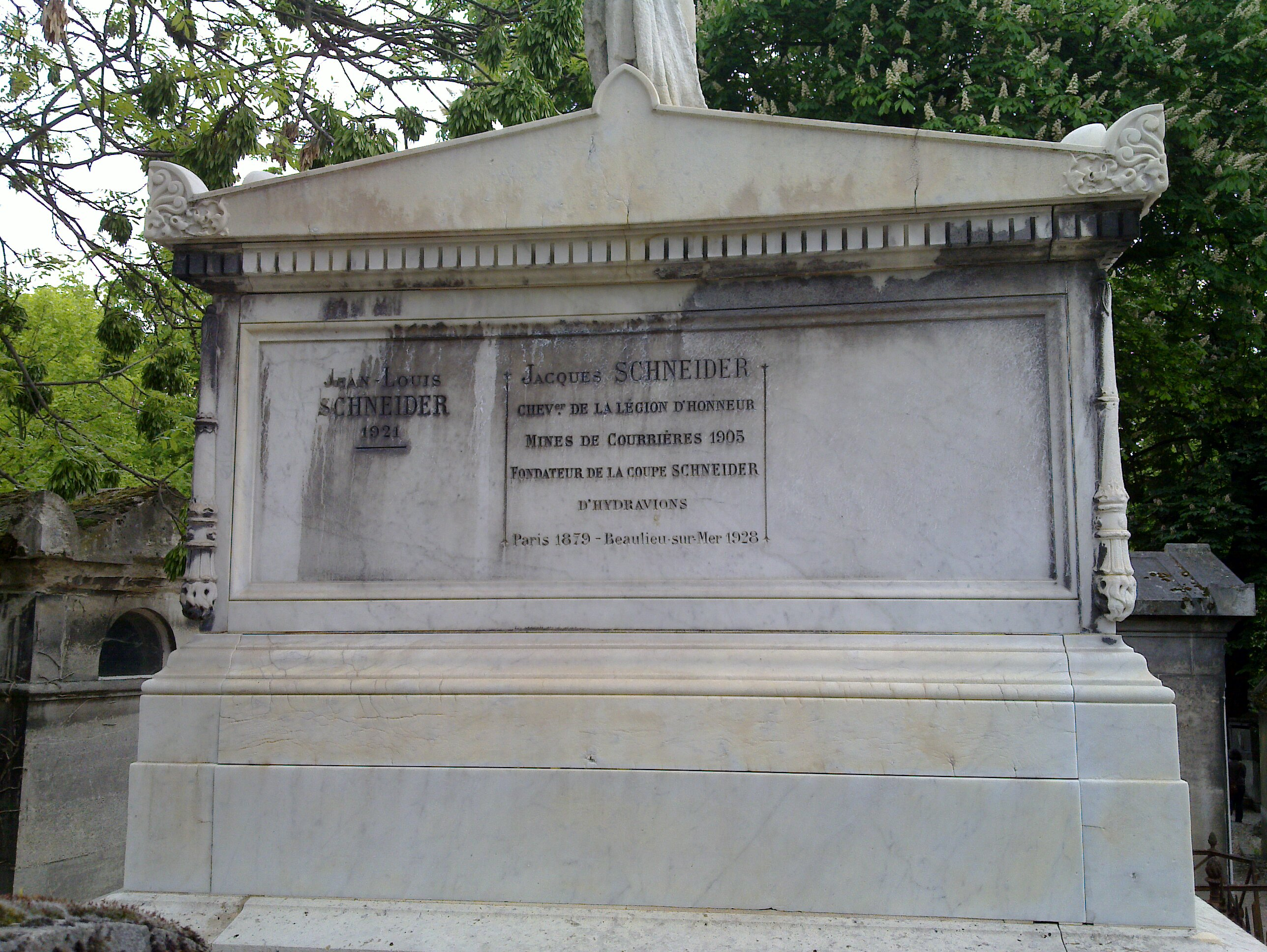
A sepultura de Jacques Schneider

Jacques P. Schneider, (Paris, 25 de julho de 1879; – Beaulieu-sur-Mer, 1 de maio de 1928) foi um balonista, pioneiro da aviação e empreendedor francês que criou a Copa Schneider. Seu avô, Adolphe Schneider (1802-1845), foi o fundador da Société Schneider et Cie.
Jacques Schneider foi treinado como engenheiro na Ecole des Mines. Ele era herdeiro de um império baseado em metalurgia, e fabricação de armamentos, que prosperou com o desenvolvimento das ferrovias, dos navios de ferro e armas modernas, como metralhadoras, tanques e outras armas de artilharia.

## A Copa Schneider

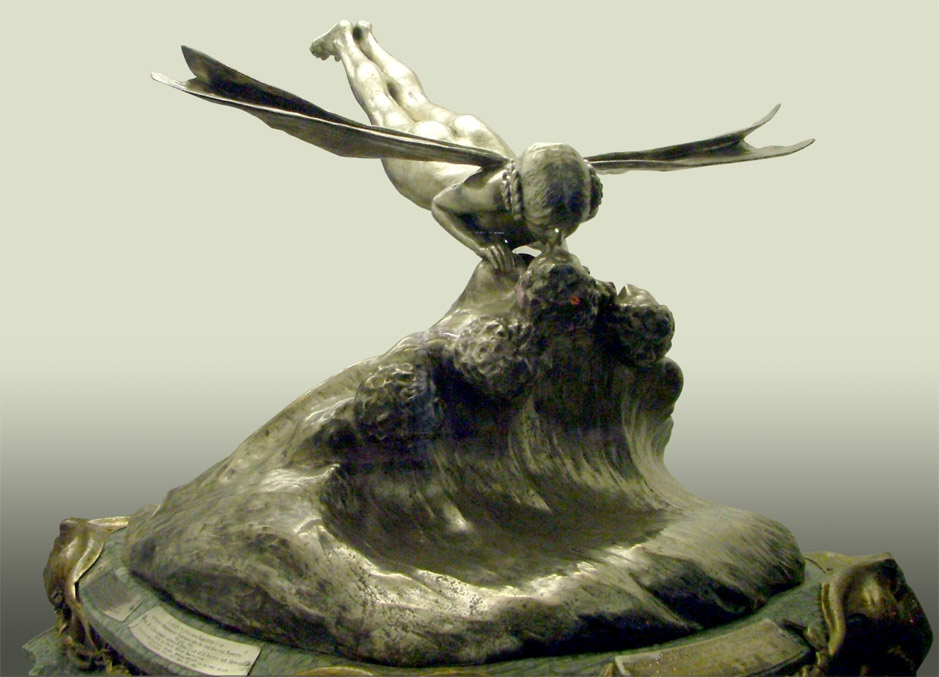
A Copa Schneider

Jacques considerava que os hidroaviões teriam um grande futuro, visto que a maior parte da Terra é coberta por água, que poderia ser usada para pousar e decolar grandes hidroaviões sem necessidade de construção de aeroportos.
Com isso em mente, ele propôs ao Aéro-Club de France em 5 de dezembro de 1912, uma competição anual para hidroaviões, a "Coupe d'Aviation Maritime Jacques Schneider", para incentivar o progresso técnico da aviação civil. Os participantes teriam que voar uma distância de no mínimo 240 km.
A recompensa para o vencedor era de 25 000 francos e uma taça do mesmo valor do prêmio. Se um país conquistasse a copa três vezes no período de cinco anos, ficaria cm a posse definitiva da taça.